# 罗南站
羅南站（韓語：라남역）是朝鮮民主主義人民共和國咸鏡北道清津市羅南區域的一個鐵路車站，属于平罗线。

## 邻近车站
平羅線
勝岩站 - 羅南站 - 南康德站